# Bradu-Clocotici, Vâlcea
Bradu-Clocotici este un sat în comuna Racovița din județul Vâlcea, Muntenia, România.
 Acest articol despre o localitate din județul Vâlcea este deocamdată un ciot. Puteți ajuta Wikipedia prin completarea lui.